# Ljubav u doba kolere
Ljubav u doba kolere (špa. El amor en los tiempos del cólera), roman kolumbijskog pisca i nobelovca Gabriela Garcije Marqueza, prvi put objavljen 1985. 
Tematizira ljubav i brak Fermine Daze i Juvenala Urbina, praćene teškoćama, ali i poštovanjem i iskrenom privrženošću. Fermina Daze je istovremeno i životna ljubav Florentina Arize, koji ju je upoznao još kao mladić; Fermina je tada odbila njegova udvaranja kako bi se udala za doktora Urbina, dijelom pod očevim pritiskom. Florentino čeka na svoju ljubav više od pola stoljeća. Nakon 53 godine, 7 mjeseci te 11 dana i noći, odlazi s Ferminom na romantično krstarenje rijekom.
Roman je pisan nenametljivim stilom. Radnja je smještena na karipsku obalu. Karakterizira ga cikličko pripovijedanje kojim Marquez zadržava atmosferu dramatičnosti. Niz sporednih likova je komično prikazan, a emocije glavnih junaka autor dočarava sinestetički. Smatra se da je neobičnom pričom o ljubavi na duge staze Marquez dosegao književnu zrelost. Prema romanu je snimljen i istoimeni film koji se drži bitno manje uspjelim u odnosu na književni predložak u kojem je ulogu Florentina Arize utjelovio Javier Bardem.